# Kruibeke
Kruibeke est une section de la commune néerlandophone de Beveren-Kruibeke-Zwijndrecht en Belgique située en province de Flandre-Orientale (Région flamande de Belgique).
Elle est principalement connue pour avoir vu naître Gerardus Mercator (né à Rupelmonde).

## Géographie

### Sections de la commune
| # | Section    | Superf. (km²) | Habitants (2020) | Habitants par km² | Code INS |
| - | ---------- | ------------- | ---------------- | ----------------- | -------- |
| 1 | Kruibeke   | 14,68         | 8.035            | 547               | 46013A   |
| 2 | Bazel      | 16,95         | 5.686            | 335               | 46013B   |
| 3 | Rupelmonde | 1,89          | 3.123            | 1.650             | 46013C   |

### Communes limitrophes
- Hoboken (Antwerpen)
- Hemiksem
- Schelle
- Hingene (Bornem)
- Steendorp (Tamise)
- Tamise
- Haasdonk (Beveren)
- Melsele (Beveren)
- Burcht (Zwijndrecht)

## Héraldique
|  | La commune possède des armoiries qui lui ont été octroyées en 1818 et confirmées le 16 février 1847 et à nouveau le 17 novembre 1987 dans un nouveau design. La signification et l'origine de la licorne ne sont pas connues. Après les fusions de 1977, la municipalité a initialement poursuivi les armoiries avec la licorne. En 1987, les nouvelles armoiries ont été fusionnées, montrant les armes de la famille de Lanfranchi. Jacob de Lanfranchi a acheté le domaine de Kruibeke en 1594 et la famille a dirigé le village jusqu'en 1799. Comme emblème, la famille a utilisé une licorne qui pourrait être à l'origine de la licorne des armoiries de 1819. Dans tous les cas, la licorne était placée en guise d'emblème sur l'écu. Blasonnement : Coupé de gueules et d'argent. L'écu timbré d'une licorne d'argent issante. Source du blasonnement : Heraldy of the World. |

## Démographie

### Évolution démographique: Avant la fusion des communes
- Sources : INS, Rem. : 1831 jusqu'en 1970 = recensements, 1976 = nombre d'habitants au 31 décembre[3].

### Évolution démographique de la commune fusionnée
Graphe de l'évolution de la population de la commune. Les données ci-après intègrent les anciennes communes dans les données avant la fusion en 1977.
- Source : DGS - Remarque: 1831 jusqu'à 1981=recensement; depuis 1990=nombre d'habitants chaque 1er janvier[4]